# Салех Ахмед Аль-Хелалі
Салех Ахмед Аль-Хелалі (Mohammed Saleh Ahmed Al-Helali) — єменський дипломат. Надзвичайний і Повноважний посол Ємену в РФ та за сумісництвом в Україні, Білорусі та інших країнах СНД.

## Життєпис
З 23 червня 2008 по 21 серпня 2017 перебував на посаді посла Ємену в Російській Федерації.